# غيدو كاستلنوفو
غيدو كاستلنوفو (بالإيطالية: Guido Castelnuovo) - (البندقية، 14 أغسطس 1865 ـ روما، 27 أبريل 1952) كان عالم رياضيات وإحصاء إيطالي، معروف أساساً لمساهماته في الهندسة الجبرية. من أعماله: دروس الهندسة التحليلية والإسقاطية (1903-1905).